# South Bend (Nebraska)
South Bend es una villa situada en el condado de Cass, Nebraska, Estados Unidos. Tiene una población estimada, a mediados de 2022, de 97 habitantes.

## Geografía
La localidad está ubicada en las coordenadas 41°00′13″N 96°14′55″O / 41.00361, -96.24861 (41.003585, -96.248513). Según la Oficina del Censo, tiene una superficie de 0.22 km² de tierra firme y 0.0001 km² de agua.

## Demografía
Según el censo de 2020, en ese momento había 92 personas residiendo en la localidad. La densidad de población era de 418.18 hab./km². El 89.13% de los habitantes eran blancos, el 4.35% eran de otras razas y el 6.52% eran de una mezcla de razas. Del total de la población, el 8.70% eran hispanos o latinos de cualquier raza.